# Perfil social
El perfil social és el procés de construir el perfil d'un usuari utilitzant les seves dades socials. En general, l'elaboració de perfils es refereix al procés de generar el perfil d'una persona amb algorismes i tecnologia informatitzats. Existeixen molts mitjans i plataformes per a compartir aquesta informació amb l'ajuda del creixent nombre de reeixides xarxes socials, que inclouen, entre altres LinkedIn, Google+, Facebook i Twitter.

## Perfil social i dades socials
Les dades socials d'una persona es refereixen a les dades personals que es generen en línia o fora de línia. Una gran quantitat d'aquestes dades, inclòs l'idioma, la ubicació i l'interès, es comparteixen a través de les xarxes socials. En conjunt, aquesta informació pot construir el perfil social d'una persona.
No alterar la satisfacció de l'usuari per a la recopilació d'informació és cada vegada més difícil i desafiadora. Això es deu a l'excessiva generació de soroll, la qual cosa augmenta exponencialment les dades en línia. La creació de perfils socials és un enfocament emergent per a satisfer les demandes dels usuaris mitjançant la introducció de la cerca personalitzada, tenint en compte els perfils d'usuari generats amb les dades de les xarxes socials. Un estudi revisa i classifica els atributs del perfil social dels usuaris com a individuals i grupals. Destaquen les tècniques utilitzades en aquest estudi, els enfocaments adoptats inclouen aprenentatge automàtic, ontologia i lògica difusa. Altres atributs socials de l'usuari, com l'edat, el gènere, la ubicació de la llar, el benestar, l'emoció, l'opinió, la relació, la influència, encara han d'explorar-se.

### Metabúsqueda personalitzada
El creixent contingut en línia ha resultat en la falta de domini dels resultats del motor de cerca centralitzat. Una solució possible serien els metabúsqueda, un enfocament que recopila informació de molts d'aquests motors. D'aquesta manera, sorgeix un nou problema: massa dades i soroll es generen en el procés de recopilació. Per tant, sorgeix una nova tècnica anomenada metabúsqueda personalitzada, que es refereix al perfil d'un usuari (perfil social) per a filtrar els resultats de cerca. Aquest perfil pot ser una combinació de diverses coses, que inclouen, entre d'altres, "interessos seleccionats pel manual de l'usuari, historial de cerca de l'usuari" i dades personals de xarxes socials.

## Perfils de xarxes socials
Segons Louis Brandeis i Samuel D. Warren (1890), la divulgació d'informació privada i l'ús indegut d'aquesta poden danyar els sentiments de les persones i causar danys considerables en les seves vides. Les xarxes socials proporcionen accés a interaccions privades en línia; per tant, el control d'accés a la informació, les transaccions d'informació, els problemes de privacitat, les connexions i les relacions en les xarxes socials, etc. s'han convertit en importants camps de recerca i estan subjectes a la preocupació general del públic.
Segons Ricard Fogues i altres coautors, "qualsevol mecanisme de privacitat té en la seva base un control d'accés", que dicta "com permisos s'atorguen els, quins elements poden ser privats, com es defineixen les regles d'accés, etc." El control d'accés per a les xarxes socials tendeix a ser encara molt simplista: hi ha una diversitat molt limitada en la categoria de relacions per a comptes. En la majoria de les plataformes, les relacions entre usuaris només es classifiquen com a "amic" o "no amic" i les persones poden filtrar informació important als "amics" dins del seu cercle social, però no necessàriament als usuaris amb els quals desitgen compartir la informació de manera conscient.

### Filtració de privacitat
Diàriament, es comparteix molta informació en les xarxes socials. Els usuaris poden estar segurs que els diferents comptes de xarxes socials no estaran vinculades sempre que no atorguin permís a aquests enllaços. No obstant això, segons Diane Gan, la informació recopilada en línia permet "identificar als subjectes en altres llocs de xarxes socials com Foursquare, Instagram, LinkedIn, Facebook i Google+, on es va filtrar més informació personal."
La majoria de les plataformes de xarxes socials utilitzen l'"enfocament d'exclusió" per a les seves característiques. Si els usuaris desitgen protegir la seva privacitat, és la responsabilitat de l'usuari verificar i canviar la configuració de privacitat, ja que alguns d'ells estan configurats com l'opció predeterminada. Les principals plataformes de xarxes socials han desenvolupat funcions de geoetiquetas i són d'ús popular. Això és preocupant perquè 39% dels usuaris han experimentat la pirateria de perfils; 78% dels lladres han utilitzat les principals xarxes socials i Google Street-*view per a seleccionar a les seves víctimes;i un 54% dels lladres van intentar entrar en cases buides quan les persones publiquen els seus estats i ubicacions geogràfiques.

### Facebook
La formació i manteniment de comptes de xarxes socials i les seves relacions amb uns altres estan associades amb diversos comportaments socials. Per a moltes empreses, la relació amb el client és essencial i es realitza parcialment a través de Facebook. Abans de l'aparició de les xarxes socials, la identificació del client funcionava principalment mitjançant la informació que una empresa pugui adquirir directament. Per exemple, pot ser a través del procés de compra d'un client o acte voluntari de completar una enquesta. No obstant això, l'auge de les xarxes socials ha reduït en gran manera el procés de construcció del perfil (model de client) en funció de les dades disponibles.
Els especialistes en màrqueting ara busquen, en gran manera, informació del client a través de Facebook; això pot incloure una varietat d'informació que els usuaris divulguen a uns altres en Facebook: nom, gènere, data de naixement, adreça de correu electrònic, orientació sexual, estat civil, interessos, passatemps, música favorita, o fins i tot les connexions de Facebook.
D'altra banda, a causa del disseny de la política de privacitat, adquirir informació veritable en Facebook no és una tasca trivial. Sovint, els usuaris de Facebook es neguen a revelar informació veritable o estableix informació només visible per a amics. Per a fer perfils en línia dels usuaris i per a agrupar-los, els especialistes en màrqueting i les empreses poden accedir a una sèrie de dades que reflecteixen dades i interessos personals dels usuaris.

### Twitter
Llançat per primera vegada en Internet al març de 2006, Twitter és una plataforma en la qual els usuaris poden connectar-se i comunicar-se amb qualsevol altre usuari en només 140 caràcters. Igual que Facebook, Twitter també és un túnel crucial perquè els usuaris filtrin informació important, sovint inconscientment, però a la qual uns altres poden accedir i recopilar.
Segons Rachel Número, en una mostra de 10.8 milions de tuits de més de 5.000 usuaris, la seva informació presentada i públicament compartida és suficient per a revelar el rang d'ingressos d'un usuari. Un investigador postdoctoral de la Universitat de Pennsilvània, Daniel Preoţiuc-*Pietro i els seus companys van poder classificar al 90% dels usuaris en els grups d'ingressos corresponents.

### Creació de perfils de fotos en xarxes socials
L'adveniment i la universalitat de les xarxes socials han impulsat el paper de les imatges i la difusió d'informació visual. Molta informació visual en les xarxes socials transmet missatges de l'autor, informació d'ubicació i una altra informació personal. En un estudi realitzat per Cristina Segalin, Dong Seon Cheng i Marco Cristani, van descobrir que el perfil de les fotos de les publicacions dels usuaris pot revelar trets personals com la personalitat i l'estat d'ànim. En l'estudi, s'introdueixen les xarxes neuronals convolucionals (CNN). Es basa en les característiques principals de l'estètica computacional CA (emfatitzant els "mètodes computacionals", el "punt de vista estètic humà" i "la necessitat d'enfocar-se en enfocaments objectius") definits per Hoenig (2005). Aquesta eina pot extreure i identificar contingut en fotos.

### Etiquetes
En un estudi anomenat "Un sistema de recomanació d'etiquetes de Flickr basat en regles", l'autor suggereix una sèrie d'etiquetes personalitzades, basades en gran manera en els perfils d'usuari i altres recursos web. Ha demostrat ser útil en molts aspectes: "indexació de contingut web", "recuperació de dades multimèdia" i cerques web empresarials.

## Marketing
Avui dia, els venedors minoristes estan augmentant la seva presència en el mercat creant les seves pròpies pàgines en les xarxes socials, en les quals publiquen informació, demanen als usuaris que comparteixin per a participar en concursos i molt més. Els estudis mostren que, en mitjana, una persona passa unes 2 hores i 26 minuts per dia en les xarxes socials. Per tant, les empreses, independentment de la seva grandària, estan invertint en la recopilació d'informació, qualificació, ressenyes i més sobre el comportament de l'usuari.

### Facebook
Fins a 2006, les comunicacions en línia no estaven dirigides pel contingut en termes de la quantitat de temps que les persones passen en línia. No obstant això, compartir i crear contingut ha estat la principal activitat en línia dels usuaris de xarxes socials i això ha canviat per sempre el màrqueting en línia. En el llibre, Màrqueting Avançat en Xarxes Socials, s'explica un exemple de com un organitzador de noces de Nova York podria identificar a la seva audiència quan promociona en Facebook. Algunes d'aquestes categories poden incloure: (1) els qui viuen als Estats Units; (2) que viuen a menys de 50 milles de Nova York; (3) Edat 21 i major; (4) dona compromesa.

## Herramientas

### Klout
Klout és una eina en línia popular que s'enfoca a avaluar la influència social d'un usuari mitjançant el perfil social. Té en compte diverses plataformes de xarxes socials (com Facebook, Twitter etc.) i nombrosos aspectes i genera una puntuació d'usuari d'1 a 100. Independentment del número de m'agrada per a una publicació o connexions en LinkedIn, les xarxes socials contenen abundant informació personal. Klout genera una puntuació única que indica la influència d'una persona.
En un estudi anomenat "Quant Klout tens ... Una prova dels senyals generats pel sistema sobre la credibilitat de la font" realitzada per Txad Edwards, la puntuació de Klout pot influir en la credibilitat percebuda de les persones. A mesura que Klout Score es converteix en un mètode popular combinat per a obtenir la influència de les persones, pot ser una eina més o menys convenient al mateix temps. Un estudi sobre com els seguidors de les xarxes socials influeixen en els judicis de les persones realitzat per David Westerman il·lustra aquest possible aspecte que Klout pot contenir. En un estudi, se'ls va demanar als participants que veiessin sis pàgines de Twitter simulades idèntiques amb només una variable independent important: seguidors de la pàgina. Els resultats mostren que les pàgines amb molts o molt pocs seguidors disminuirien la seva credibilitat, malgrat el seu contingut similar. El puntaje de Klout també pot estar subjecte al mateix biaix.

### Kred
Kred no sols assigna a cada usuari una puntuació d'influència, sinó que també li permet a cada usuari reclamar un perfil i un compte de Kred. A través d'aquesta plataforma, cada usuari pot veure com els principals influents que interactuen amb la seva comunitat en línia i com cadascuna de les seves accions en línia va impactar les seves puntajes d'influència.

Keyhole Data Analytics
Diversos suggeriments que Kred està donant a l'audiència sobre la influència creixent són: (1) ser generós amb la teva audiència, sentir contingut dels teus amics i tuitar a uns altres de manera gratuïta i còmoda; (2) unir-se a una comunitat en línia; (3) crear i compartir contingut significatiu; (4) rastreja el teu progrés en línia.

### Follower Wonk
Follower Wonk està específicament dirigit a les anàlisis de Twitter, la qual cosa ajuda als usuaris a comprendre la demografia dels seguidors, i optimitza les seves activitats per a trobar quina activitat atreu els comentaris més positius dels seguidors.

### Keyhole
Keyhole és un dispositiu d'anàlisi i seguiment que rastreja dades d'etiquetes d'Instagram, Twitter i Facebook. És un servei que li permet investigar què influenciador superior està utilitzant una determinada etiqueta i quina és l'altra informació demogràfica sobre aquest. Quan ingressa una etiqueta en el seu lloc web, automàticament mostregen aleatòriament als usuaris que actualment usen aquesta etiqueta, la qual cosa permet a l'usuari analitzar cada etiqueta que li interessa.

## Perfil social de l'activista línia
La prevalença d'Internet i les xarxes socials han proporcionat als activistes en línia una nova plataforma per a l'activisme i l'eina més popular. Si bé l'activisme en línia pot provocar una gran controvèrsia i tendència, poques persones realment participen o se sacrifiquen per esdeveniments rellevants. Es converteix en un tema interessant per a analitzar el perfil dels activistes en línia. En un estudi realitzat per Harp i els seus coautors sobre activistes en línia a la Xina, Amèrica Llatina i els Estats Units, la majoria dels activistes en línia són homes a Amèrica Llatina i la Xina amb un ingrés mitjà de 10000 $ o menys, mentre que la majoria dels activistes en línia són dones als Estats Units amb un ingrés mitjà de 30000 - 69999 $. D'altra banda, el nivell d'educació dels activistes en línia als Estats Units tendeix a ser treball o educació de postgrau, mentre que els activistes en altres països tenen nivells d'educació més baixos.
Un examen més detallat del seu contingut en línia mostra que la informació més compartida inclou cinc tipus:
1. Per a recaptar fons: dels tres països, els activistes de la Xina tenen la major quantitat de contingut sobre recaptació de fons.
2. Per a publicar enllaços: els activistes llatinoamericans són els que més fan en publicar enllaços.
3. Per a promoure el debat o la discussió: Tant Amèrica Llatina com la Xina publiquen més continguts per a promoure el debat o la discussió que els activistes estatunidencs.
4. Per a publicar informació com a anuncis i notícies: els activistes estatunidencs publiquen més contingut.
5. Per a comunicar-se amb el periodista: els activistes de la Xina agrupen la majoria.